# Hands (倖田來未の曲)
「hands」（ハンズ）は、日本の女性歌手・倖田來未の楽曲である。2005年1月19日にrhythm zoneより14枚目のシングルとしてリリースされた。

## 解説
「CDのみ」「CD＋DVD」の2形態での発売。
このシングル以降から、倖田來未の製品盤CDのみコピーコントロールCD仕様が解除された。

## 音楽性とイメージ
hands
本来四つ打ちとしてレコーディングされていたという。倖田は「強い女性が多くなってきてるじゃないですか。そういう中で、でもやっぱり『本当は弱くて、女性らしいところっていっぱいあるんだよ』っていうところで、普段言えない彼への想いとかを詞にしてみたんですけどね。」としており、「歌詞も出来上がって、アレンジが上がってきた時に、やっぱりスタッフ側的には『キューティーハニー』『real Emotion』みたいに「踊ってほしい」と。でも私はやっぱり『この楽曲に合ったトラックで歌いたい』、この歌詞を読んでもそうだけど『絶対バラードだと思う』っていう風に言ったんですよ。それで実は3回アレンジをやり直して、3回レコーディングをやり直したんですよ。やっぱり声に出るんですよね。『あぁ良くないな・・・』と思ってたら良くない歌い方になってきて。で、『hands』は『これだー！』と思ったからこういう良い声になったんですけど。やっぱり『hands』をシングル化させるまでに色んな人を納得させなきゃいけなかったし、『ここでバラード出しちゃうの！？』っていうのもあったし、そこですごくスタッフとは話し合いましたね。」とし、「で、そこで話し合った時に私の誠意みたいなものが伝わったみたいで、『じゃあ今回これでいきましょう』『踊れる曲は別に嫌いじゃない、格好良いと思う』、『real Emotion』『キューティーハニー』を求めてる人たちにもう1回“踊って歌う倖田來未”を見せてあげたいっていうスタッフの気持ちと、私も『見せたい』、でもバラードがこの楽曲には一番合ってるっていう私の考えがあったんですけど、『じゃあバラードで踊ります、私』っていうことになったんですよね。で、バラードで踊ってるアーティストさんって1人もいないって私は思ってて、海外のアーティストさんはよく踊ってるけど、日本人でそこまでやれる人いないから、そこでちょっと初めての試みというか、『バラードで踊ってます』っていうところを見せたいなって思って。」と語っている。
倖田自身にとって思い入れの強い曲でもあるとしており、本楽曲を収録したアルバム『WINTER of LOVE』の発売の際のインタビューにて当時を振り返り「この時は、次に出すシングルは、どうしてもバラードにしたいと自分の意見を通して、歌詞の方も私の手で書き上げさせて頂いたんです。けど、その当時は思うような結果がなかなか出せないでいた状況だったので、こうして自らの意見を出すことに対しては、ものすごく抵抗がありましたし、強い勇気が必要でした。けど、その辺りのこだわりを曲げないでスタッフの人に申し入れさせてもらって、結果的には受け入れてもらうことが出来、無事にシングルとして出す事が出来ました。こうして自分の事を信じてくれるスタッフの皆さんがいたからこそ、こうして15年も歌わせて下さったんだなと改めて、感謝の思いを抱きました。また、この15年間の歌手活動の中で、様々な紆余曲折があって、それらを経て今に至るんですが、その過程で人の心の痛みを知る事が出来る事にも巡り合ったりして、歌詞の世界観もその経験が加わって大きく変化させていけるようになって、人に対する愛であったり、人生観を込めた歌詞に書き上げられたりと言った事が次第に出来るようになって行けたと思います。」と語っている。
Through the sky
1年半前から温められていた楽曲で、倖田は「『これはシングルカットしたいんです！』ってずーっと言い続けてきたんですけど、されなかったんですよ。それで今回『hands』のタイミングでタイアップが決まって。で、元々四つ打ちだったからB面はやっぱりバラードにしたかったんですよね。そしたら最終的には両方バラードになったんですけど（笑）。私、このメロディを聴いた時に『すごくキレイな曲だな』と思ったし、“倖田來未”っていうよりは、大人になった“倖田來未”みたいなところを出したかったんですよね。恋愛にも落ち着いてきて、『あなたが好き！』っていうちょっと押し押しの女性じゃなくて、『好きだよ。見守っててね』っていう、そのくらい落ち着いた女性の歌詞にしたくて。それでちょうど1年半くらい前かな、しし座流星群の日に書いたんですよ。そんな思い出もあったりとかして。だから“星”が出てきたりっていうのがあるし、すごく倖田來未にリアルな歌詞」と語っている。

## 収録曲

### CD
（全作詞：Kumi Koda）
1. hands [4:28]
作曲：Katsumi Onishi
編曲：h-wonder
2. Through the sky [5:33]
作曲：miwa furuse
編曲：h-wonder
3. hands (instrumental) [4:24]
4. Through the sky (instrumental) [5:29]

### DVD
1. hands (VIDEO CLIP)
このクリップの別バージョンが、アルバム「secret」のDVDに「hands〜album edition〜」として収録されている。
ベストアルバム「BEST〜first things〜」のDVDに収録されている「hands〜single version〜」は、このシングルのクリップと同じ内容である。
2. hands (MAKING)

## タイアップ
- テレビ朝日系「内村プロデュース」エンディングテーマ (#1)
- 日本テレビ系「THE・サンデー」エンディングテーマ (#2)

## 収録アルバム
- hands
  - 『secret』(ビデオクリップはアルバムバージョン)
  - 『BEST 〜first things〜』
  - 『BEST 〜BOUNCE & LOVERS〜』
  - 『WINTER of LOVE』
  - 『BEST 〜2000-2020〜』
    - 「hands -BEST 〜2000-2020 ver.-」の再録バージョンも収録
- Through the sky
  - 『secret』

## 収録ライブ映像
- hands
  - 『secret 〜FIRST CLASS LIMITED LIVE〜』
  - 『LIVE TOUR 2005 〜first things〜 deluxe edition』
  - 『KODA KUMI LIVE TOUR 2006-2007 〜second session〜』(メドレー)
  - 『KODA KUMI PREMIUM LIMITED LIVE IN HALL IN YOKOHAMA ARENA』(Kingdom)
  - 『KODA KUMI LIVE TOUR 2008 〜Kingdom〜』
    - 『MY NAME IS...』(ファンクラブ限定盤)

  - 『KODA KUMI Premium Night 〜Love & Songs〜』
  - 『Koda Kumi 15th Anniversary First Class 2nd LIMITED LIVE at STUDIO COAST』(WALK OF MY LIFE、ファンクラブ限定盤)
  - 『Koda Kumi 15th Anniversary Live Tour 2015 〜WALK OF MY LIFE〜』
  - 『KODA KUMI 20th ANNIVERSARY TOUR 2020 MY NAME IS...』
- Through the sky
  - 『KODA KUMI PREMIUM LIMITED LIVE IN HALL IN YOKOHAMA ARENA』(Kingdom)
  - 『KODA KUMI 20th ANNIVERSARY TOUR 2020 MY NAME IS...』(ファンクラブ限定盤)
  - 『billboard classics KODA KUMI Premium Symphonic Concert 2022 @festival hall』(WINGS)